# Аметулы, Омирзак
Омирзак Аметулы (при рождение Алиев, каз. Өмірзақ Аметұлы; 1955, ст. Тимур, Отрарский район, Южно-Казахстанская область, Казахская ССР) — казахстанский государственный деятель.

## Биография
Аметулы Омирзак родился в 1955 году на станции Тимур Отрарского района Южно-Казахстанской области. По национальности казах.
Происходит из подрода киикши рода жаманбай племени конырат Среднего жуза (по отцу).
Является кузеном Рахата Алиева.

### Образование
В 1978 году окончил Казахский политехнический институт по специальности горный инженер. 
В 1990 году окончил Высшую партийную школу по специальности политолог. 
Кандидат экономических наук.

### Трудовая деятельность
Трудовую деятельность начал в 1978 году после окончания Казахского политехнического института горным мастером подземного рудника РУ "Майкаинзолото" Павлодарской области. 
С 1980 по 1992 год - на комсомольской, партийной и советской работе. 
После окончания Высшей партийной школы в 1990 году работал экономическим советником, старшим референтом Чимкентского облисполкома, заведующим отделом транспорта, связи, строительства и коммунального хозяйства Отрарского районного Совета народных депутатов, заместителем начальника управления коммунальной собственности Чимкентского областного Совета народных депутатов. 
С 1992 по 1997 год – работа в коммерческих структурах. 
С 1997 по 1999 год - аким Ордабасинского района. 
С октября 1999 по ноябрь 2003 года - аким города Туркестан. 
С ноября 2003 по 2006 год - аким Сайрамского района.  
С 20 февраля по 27 сентября 2006 года - аким города Шымкент.  
4 января 2007 года назначен директором государственного учреждения «Дирекция специальной экономической зоны «Онтустик».

## Научные труды
Аметулы Омирзак. Совершенствование механизма государственного регулирования в сельскохозяйственном производстве в условиях рыночных. Автореферат диссертации на соискание степени кандидата экономических наук. Казахский научно-исследовательский институт экономики и организации агропромышленного комплекса. Алматы 2000.

## Обвинение
В 2008 году против Амета было возбуждено уголовное дело. Ему предъявили обвинения в злоупотреблении должностными полномочиями в бытность акимом Сайрамского района во время организации государственных закупок и проведения тендеров. Суд приговорил Умирзака Амета к трём годам лишения свободы условно.  